# Ludwigia alternifolia
Ludwigia alternifolia är en dunörtsväxtart som beskrevs av Carl von Linné. Ludwigia alternifolia ingår i släktet ludwigior, och familjen dunörtsväxter. Inga underarter finns listade i Catalogue of Life.

## Bildgalleri

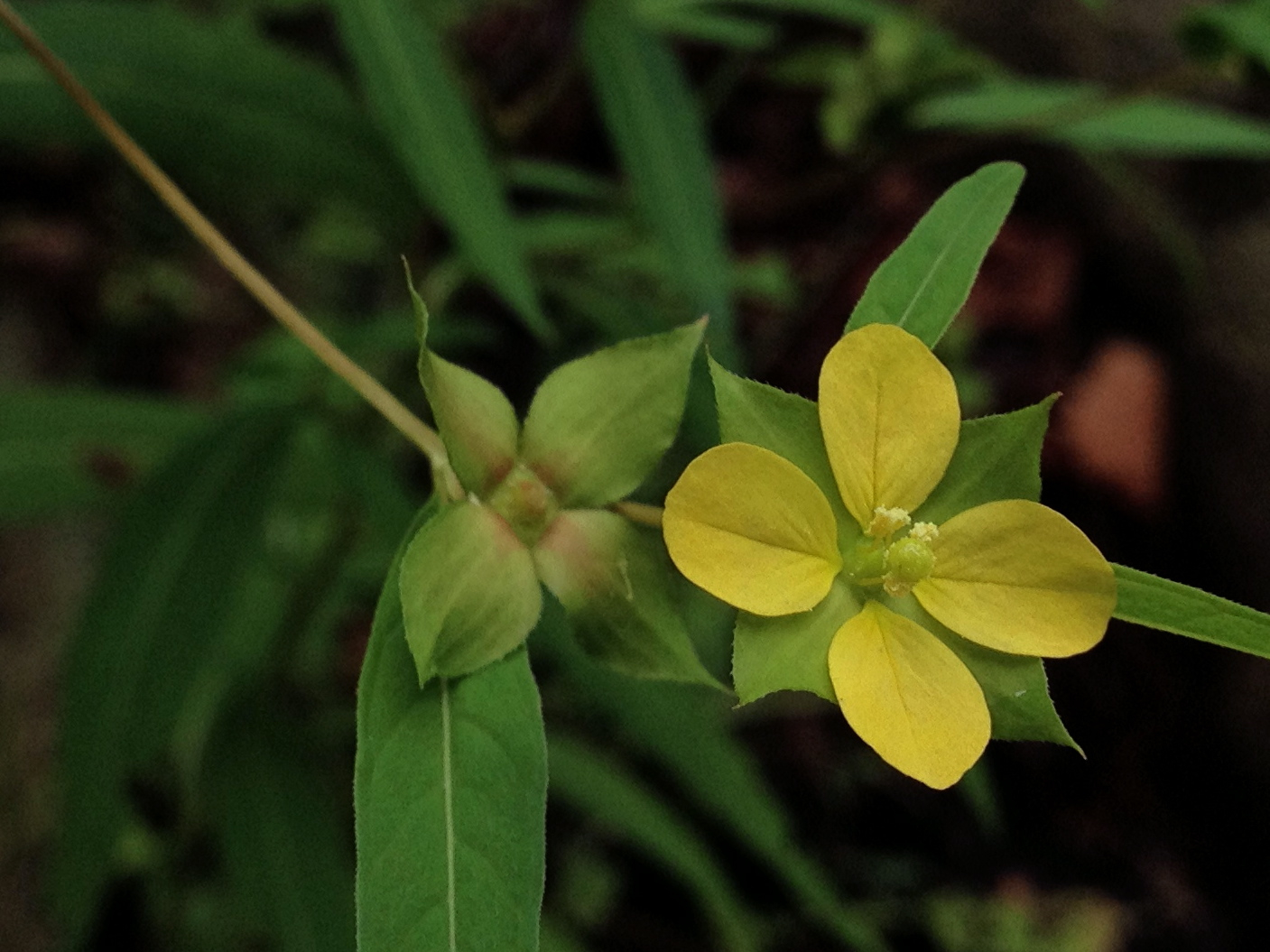
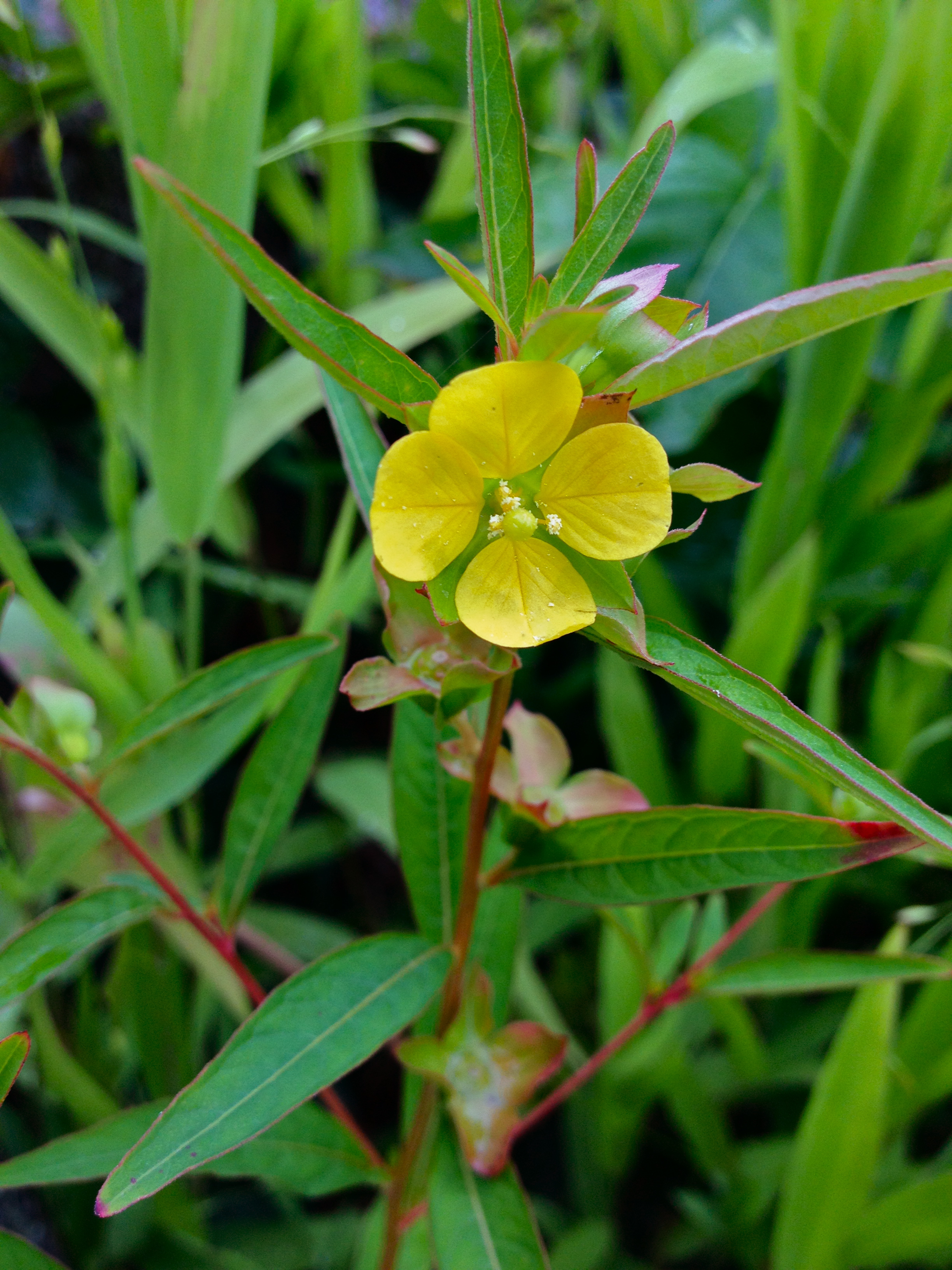